# Tianjin Olympic Centre Stadium
Das Tianjin Olympic Centre Stadium ist ein Stadion in Tianjin, Volksrepublik China. Die Bauarbeiten des 60.000 Zuschauer fassenden Tianjin-Stadiums wurden Ende des Jahres 2006 abgeschlossen. Es liegt nur 30 Kilometer vom internationalen Flughafen Tianjin-Binhai entfernt und bietet zudem 500 VIPs, 300 Medienvertretern und 120 Menschen mit Behinderung Platz. 2007 wurden hier Spiele der Frauenfußball-Weltmeisterschaft ausgetragen.